# Mauro Albertengo
Mauro Albertengo (Egusquiza, 4 gennaio 1990) è un calciatore argentino, attaccante del Güemes (SdE).

## Biografia
È fratello di Lucas Albertengo.

## Carriera
Mauro Albertengo, come il fratello Lucas, ha iniziato nelle giovanili dell'Atlético de Rafaela, militando nelle sue file per nove anni prima di accasarsi al San Isidro nel 2011. Successivamente ha giocato con il Brown San Vicente, l'Argentino de Quilmes e il San Jorge tra il 2012 e il 2016. Nel febbraio 2016, Albertengo si è ricongiunto con l'Atlético de Rafaela militante nella Primera División argentina e ha fatto il suo debutto con l'Atlético de Rafaela il 3 marzo 2016 nella partita persa contro il San Martín (SJ). Nella stagione successiva, 2016-2017, Albertengo ha segnato il suo primo gol con la squadra in una vittoria contro il già citato San Martín il 29 novembre. La stagione si è conclusa con la retrocessione dell'Atlético de Rafaela.

## Palmarès

### Competizioni nazionali
- Primera B Nacional: 1

Sarmiento (J): 2020